# Шокшинське сільське поселення
Шокши́нське сільське поселення (рос. Шокшинское сельское поселение) — муніципальне утворення у складі Теньгушевського району Мордовії, Росія. Адміністративний центр — село Шокша.

## Географія
Сільське поселення розташоване у північно-західній частині Теньгушевського району.
Клімат помірно континентальний, з теплим літом і помірно суворою зимою. Середньорічна температура повітря змінюється від + 3,5 °С до + 4,0 °С. Середня температура найхолоднішого місяця (січня) змінюється в межах від −11,5 °С до −12,3 °С. Середня температура самого теплого місяця (липня) від + 18,9 °С до + 19,8 °С, максимальна + 37 °С.
За рік спостерігається 144 дні зі сніговим покривом; його середня висота 33 см, максимальна — 74 см. У середньому за рік спостерігається 50 днів з хуртовинами, які переважають при південних і південно-західних вітрах і швидкості вітру 6-9 м/сек.
За рік випадає 516 мм опадів, з них 361 мм (70 %) — за квітень-жовтень і 155 мм (30 %) — за листопад-березень. Добовий максимум опадів — 128 мм. Середня місячна відносна вологість повітря найхолоднішого місяця становить 83 %, найтеплішого місяця — 69 %. Кількість літніх опадів переважає над зимовими, в основному за рахунок їх інтенсивності.

## Історія
Станом на 2002 рік існували Сакаєвська сільська рада (село Сакаєво, присілок Сакаєський Майдан) та Шокшинська сільська рада (село Шокша, присілок Мала Шокша).
12 жовтня 2009 року ліквідоване Сакаєвське сільське поселення (село Сакаєво, присілок Сакаєський Майдан) було включено до складу Шокшинське сільського поселення.

## Населення
Населення — 644 особи (2019, 819 у 2010, 914 у 2002).

## Склад
До складу поселення входять такі населені пункти:
| Населений пункт              | Населення, осіб (2002) | Населення, осіб (2010) |
| ---------------------------- | ---------------------- | ---------------------- |
| Мала Шокша, присілок         | 6                      | 1                      |
| Сакаєво, село                | 234                    | 228                    |
| Сакаєвський Майдан, присілок | 59                     | 50                     |
| Шокша, село                  | 615                    | 540                    |